# Anua davidoides
Anua davidoides är en fjärilsart som beskrevs av Embrik Strand. Anua davidoides ingår i släktet Anua och familjen nattflyn. Inga underarter finns listade i Catalogue of Life.